# Éclipse solaire du 21 septembre 2025
L'éclipse solaire du 21 septembre 2025 sera la 18ᵉ éclipse partielle du XXIe siècle.

## Zone de visibilité
Elle sera visible dans l'Antarctique, le Sud-Ouest du Pacifique, aux îles Fidji, en Nouvelle-Zélande et en Océanie occidentale.

.